# Baldwin-Gletscher (Alaska)
Der Baldwin-Gletscher ist ein 25 km langer linker Tributärgletscher des Logan-Gletschers in der Eliaskette in Alaska (USA).
Der Baldwin-Gletscher hat sein Nährgebiet 50 km westlich vom Mount Logan auf einer Höhe von etwa 2300 m. Dieses grenzt im Süden an den Jefferies-Gletscher, der nach Westen zum Tana-Gletscher strömt. Er strömt in überwiegend nördlicher Richtung. Der Fraser-Gletscher trifft auf halber Strecke von rechts kommend auf den Baldin-Gletscher. Der 1,5 km breite Gletscher erreicht schließlich gegenüber der Einmündung des Walsh-Gletschers den nach Westen strömenden Logan-Gletscher. Das untere Gletscherende befindet sich auf einer Höhe von etwa 1150 m.